# Блан, Людвиг Готфрид
Людвиг Готфрид Блан (19 сентября 1781, Берлин —18 апреля 1866, Галле (Саксония-Анхальт)) — немецкий филолог, писатель, переводчик, педагог, пастор. Почётный доктор теологии.

## Биография
Родился в семье выходцев из Франции. В 1805—1807 — викарий берлинской кирхи.
С 1806 года служил проповедником реформатской общины в Галле. По подозрению в участии в заговоре против вестфальского правительства Л. Блан был в 1811 году арестован и препровожден в Магдебург, а затем в Кассель, где содержался в качестве государственного преступника до 28 сентября 1813, освобожденный разведывательным корпусом русского генерала А. И. Чернышёва.
В качестве армейского капеллана он совершил с корпусом Блюхера походы 1814—1815 годов.
С 1822 был профессором романских языков при университете в Галле. Основатель кафедры романистики в университете Галле.
Филологические познания его были обширны и основательны. Особенно ревностно он изучил творения Данте с их богатой литературой.
Автор немецкого перевода «Божественной Комедии», многочисленных статей по творчеству Данте, Петрарки, других итальянских и французских авторов в Энциклопедии Эрша и Грубера.

## Главные труды
- «Handbuch des Wissenswürdigsten aus der Natur und Geschichte der Erde und ihrer Bewohner» (1821—1824)
- «Dantis vita. Dantis opera» (1832)
- «Petrarca» (Галле, 1844)
- «Italienische Grammatik» (Галле, 1844), первый опыт генетического изложения форм и законов этого языка
- «Geschichte der französischen Literatur von Franz I bis auf Ludwig XIV» (1848)
- «Vocabulario Dantesco» (Лейпциг, 1851), переведенный Джунио Карбоне (Флоренция, 1859)
- «Versuch einer bloss philol. Erklärung mehrerer dunkler und streitiger Stellen der göttlichen Komedie» (Галле, 1860—1861), дополненный перевод на итальянский язык Онорато Оччиони (Триест, 1864)
- перевод и толкование «Божественной Комедии»

## Награды
- Железный крест на чёрной ленте
- Орден Красного орла 4-го класса
- Почётный доктор теологии университета в Галле.